# Xanthonymus xanthioides
Xanthonymus xanthioides is een vlinder uit de familie van de dikkopjes (Hesperiidae). De soort is voor het eerst wetenschappelijk beschreven als Pardaleodes xanthioides door William Jacob Holland in een publicatie uit 1892.
De soort komt voor in de bossen van Nigeria, Kameroen, Gabon en Congo-Brazzaville.